# Pellaea pectiniformis
Pellaea pectiniformis là một loài thực vật có mạch trong họ Adiantaceae. Loài này được Baker mô tả khoa học đầu tiên năm 1874.